# (39379) 2120 P-L
2120 P-L (asteroide 39379) é um asteroide da cintura principal. Possui uma excentricidade de 0.12863900 e uma inclinação de 6.52035º.
Este asteroide foi descoberto no dia 24 de setembro de 1960 por Cornelis Johannes van Houten e Ingrid van Houten-Groeneveld e Tom Gehrels em Palomar.